# Spațiul Cunoscut
Spațiul Cunoscut (engleză Known Space) este un spațiu fictiv în care se desfășoară acțiunea mai multor romane science-fiction și nuvele scrise de autorul Larry Niven. De asemenea, în mare parte, a fost folosit ca universul comun din antologiile Wars Man-Kzin. Expresia Spațiul Cunoscut este un termen care se referă la o parte relativ mică din jurul Pământului din galaxia noastră. În viitorul pe care această serie îl prezintă, variind de la câteva secole la aproximativ un mileniu de acum înainte, această regiune a fost explorată de oameni și o parte din lumile sale au fost colonizate. Cu privire la întâlnirile cu extratereștrii, umanitatea a făcut contact cu diverse specii exotice, cum ar fi păpușarii lui Pierson cu două capete și felinoidele agresive Kzinti.  
Acest univers cuprinde și specii aflate în afara Spațiului Cunoscut, cum sunt, de exemplu, hominizii care locuiesc pe Lumea Inelară. Această megastructură orbitează un soare aflat în afara Spațiului Cunoscut, dar este un artefact bine-cunoscut în "universul" Spațiului Cunoscut. Povestirile din acest univers acoperă aproximativ o mie de ani de istorie viitoare, de la primele explorări ale oamenilor în sistemul solar și până la colonizarea mai multor sisteme solare vecine. Spre sfârșitul seriei, zona aceasta ajunge să fie o "bulă" neregulată cu un diametru de aproximativ 60 de ani-lumină.
Povestirile care compun seria Spațiul Cunoscut au fost concepute inițial ca două serii distincte: Belter - care povestește despre colonizarea sistemului solar și călătoriile cu viteze subluminice folosind nave cu fuziune nucleară și statoreactoare Bussard - și  Steaua neutronică/Lumea Inelară - a cărei acțiune se petrece într-un viitor mai îndepărtat și prezintă călătorii cu viteză superluminică. Cele două linii temporale au fost unite de Niven în povestirea A Relic of the Empire, în care acțiunea se petrece în perioada vitezelor superluminice, dar cadrul folosit este cel al unei civilizații din seria Belter (rasa Thrint, introdusă în povestirea World of Ptavvs). Acțiunea primei serii are loc aproximativ între anii 2000 și 2350, în timp ce a doua serie se petrece începând cu anul 2651. Către sfârșitul anilor '80, Niven a decis să alăure celor două cronologii și povestirile din seria Războaielor Om-Kzin.

## Considerații generale

### Specii
În procesul de explorare a spațiului, omenirea a întâlnit câteva specii extraterestre, printre care se numără:
- Kzinti: feline mari și extrem de agresive, cu care oamenii au purtat câteva bătălii interstelare. Primul război Om-Kzin s-a încheia cu obținerea de către oameni a tehnologiei călătoriei cu viteze superluminice (FTL), ceea ce le-a oferit un avantaj tehnologic zdrobitor în fața rasei Kzinti. În războaiele care au urmat, Kzinii au atacat de fiecare dată înainte de a fi pe deplin pregătiți, ceea ce a dus mereu la înfrângere. Drept urmare, au pierdut mare parte a imperiului lor în tratatele de pace care au urmat, coloniile și planetele sclave fiind cedate oamenilor sau fiindu-le conferită independența. În Lumea Inelară se dezvăluie faptul că acest lucru se datorează parțial amestecului Păpușarilor Pierson, care au văzut în agresivitatea Kzinilor o amenințare majoră și au orchestrat evenimentele care au dus la primirea tehnologiei călătoriei superluminice de către oameni. Fiecare înfrângere suferită de Kzini a dus la eliminarea celor mai agresivi indivizi din baza genetică a rasei, transformând-o într-o civilizație mai ușos de "manevrat" din punctul de vedere al Păpușarilor. La vremea evenimentelor din Lumea Inelară, Kzinii au ajuns deja să poarte relații diplomatice cu alte rase în loc să le atace și să le transforme în sclavi. Femelele Kzinti nu sunt inteligente, deși unele dintre reprezentantele Kzinilor arhaici descoperiți pe Lumea Inelară sunt dotate cu inteligență. Personajul Louis Wu este de părere că acest lucru demonstrează că Kzinii din Spațiul Cunoscut au acționat genetic pentru transformarea femelelor în ființe lipsite de inteligență.

Niven însuși a scris destul de puțin despre Războaiele Om-Kzin, deși multe dintre povestirile sale le menționează ca având loc în trecut. Culegerile de povestiri despre aceste războaie au fost scrise în principal de alți autori. Rasa Kzinti a "trecut" în universul Star Trek în episodul seriei de animație "The Slaver Weapon", adaptat de Larry Niven după povestirea sa "The Soft Weapon".
În romanul Destiny's Forge este dezvăluit faptul că Preoții Negri, o sectă puternică a Patriarhiei , sunt rersponsabili pentru programul genetic de izolare a genelor telepatice și de păstrare a rasei Kzinti la un nivel mediocru de inteligență: puii sunt testați de mici, femelele care dovedesc o inteligență ieșită din comun sunt ucise, în timp ce masculii care posedă o inteligență legată de telepatie sunt îndepărtați și folosiți în alte scopuri. Pe planeta de baștină a rasei Kzinti există proscriși nomazi care nu recunosc Preoții Negri și au în rândul lor membri inteligenți, despre care păstrează un secret absolut.
- Kdatlyno: o specie de sclavi ai Kzinilor până la momentul eliberării ei de către oameni. Sunt ființe înalte, bipede, cu piele groasă maronie, brațe lungi, gheare la genunchi și la coate și gheare retractile la încheieturile mâinii. Nu au ochi și nas pe cap, ci doar o gură în forma unei tăieturi, deasupra căreia se află un timpan care le permite să "vadă" ca un sonar. Kdatlyno au o formă de artă numită 'sculpturi prin atingere' - obiecte pe care, pentru a le putea aprecia corect, alte specii trebuie să le atingă, nu să le vadă.

- Whrloo: insectoide înalte de un metru cu antene lungi,[1] originare de pe o lume cu gravitație mică și atmosferă densă. Nu au avut ocazia să vadă stelele până când nu au devenit sclavele Kzinilor.

- Pierin: specie sclavă a Kzinilor care, la data cuceririi ei, ocupa câteva planete în apropiere de Eridani. Nu sunt descrise, dar în jocul RPG Lumea inelară se sugerează că au aspectul unor păsări cu coarne și că provin de pe o lume cu gravitație mică. E posibil să fi fost eliberate de oameni, dar acest lucru nu este atestat.

- 'Jotoki: ființe inteligente de având forma unor stele de mare, formate prin alăturarea într-un singur creier a lobilor unor creaturi non-inteligente de forma țiparilor. Foste conducătoare a unui imperiu interstelar, i-au folosit pe Kzini pe post de gărzi de corp și mercenari, până când aceștia s-au întors împotriva lor și și-au construit propriul imperiu peste al lor, transformându-le în sclavi și hrană pentru animale. Deși aduc oarecum cu Gw'oth, între cele două specii nu există nicio legătură.

- Chunquen: o specie sclavă a Kzinilor, remarcabilă în ochii stăpânilor lor pentru inteligența ambelor sexe.[2] Lumea lor de baștină este acvatică, ei opunându-se invaziei Kzinti cu rachete trase de pe submarine. Se pare că a fost exterminată înaintea întâlnirii Kzintilor cu oamenii.

- Păpușarii Pierson: o rasă de erbivore cu trei picioare și două gâturi avansată tehnologic, descendentă a unor animale care trăiau în turmă și renumită pentru lașitatea ei. Imperiul lor comercial controlează direct și indirect evenimentele din Spațiul Cunoscut și de dincolo de acesta, intrigile lor aflându-se în spatele acestora. Numele de "Păpușar" pare a proveni de la "capetele" gemene fără creier care pot fi folosite atât ca mâini, cât și ca guri și aduc cu păpușile de cârpă. Vocea lor cuprinde mai multe frecvențe ca cea umană, dar pentru a discuta cu oamenii folosesc tonul unei femei seducătoare. Se sugerează și faptul că numele de  "Păpușar" derivă din tendința lor socială de a manipula. Specia este descrisă în Barlowe's Guide to Extraterrestrials[3]

- Străinii: extratereștri foarte avansați și fragili care, conform Lumii Inelare, e posibil să fi evoluat pe o lume rece, cu gravitație scăzută, similară Nereidei. În majoritatea timpului trăiesc la bordul unor nave gigantice, traversând spațiul interstelar la viteze subluminice (conform celor spuse în A Gift From Earth ei consideră hiperspațiul vulgar) și făcând negoț cu informații și tehnologie. Ei au furnizat omenirii motorul superluminic la sosirea într-un sistem solar colonizat de oameni, drumul lor printre stele fiind determinat de ”semințele stelare” pe care, pentru un motiv necunoscut, par să le urmeze. Acestea sunt animale spațiale gigantice, fără inteligență, care călătoresc din Centrul galactic către periferie cu ajutorul velelor solare. La periferie își depun ouăle, apoi călătoresc 50.000 de ani lumină înapoi către centru.

- Pak: strămoși interstelari ai omenirii (Homo habilis) a căror ciclu de viață este similar modului uman de îmbătrânire. Pak trec prin trei stadii de viață: copil, prăsitor și protector. Un prăsitor care atinge vârsta de 30-45 de ani simte o nevoie arzătoare de a mânca fructele unui arbore al vieții, virusul conținut de acesta transformându-l într-un protector. Protectorii pierd noțiunea genurilor și dorința de a se reproduce, existând doar pentru a apăra linia de sânge a clanului. Ei sunt xenofobi, violenți, extrem de inteligenți și conduși doar de instinctul protejării descendenților, lucru care i-a împins să comită genocid pe planetele pe care și-au întemeiat colonii și pe care se aflau alte specii inteligente considerate un pericol potențial. O colonie Pak eșuată pe Terra cu 2,5 milioane de ani în urmă a obținut un arbore al vieții modificat, care a dus la transformarea ei în Homo sapiens sapiens și a restului primatelor. În mod similar, speciile umanoide descoperite pe Lumea Inelară sunt descendente ale prăsitorilor Pak, în Inginerii Lumii Inelare și continuările sale sugerându-se chiar că rasa Pak ar fi construit Lumea Inelară.

- Thrint: specie străveche care, cu 1,5 miliarde de ani în urmă, a condus un vast imperiu care cuprindea și regiunea Spațiului Cunoscut prin intermediul controlului telepatic. Tehnologia câmpului de stază a fost creată de una dintre rasele sclave. Cu o înălțime de circa 1,25 metri și cu o extraordinară capacitate telepatică, membrii rasei nu erau deosebit de inteligenți și aveau piele verde, dinți ascuțiți și un singur ochi. Specia a fost descrisă în Barlowe's Guide to Extraterrestrials[4]

- Grog: ființe gânditoare sesile , de forma unor conuri îmblănite, fără ochi și posedând o limbă prehensilă. Pot controla telepatic animalele și se presupune că ar fi descendenții speciei Thrintun după 1,5 miliarde de ani de atrofiere.

- Nonesuch: specie carnivoră cu abilități teleptice pe care le folosesc pentru vânătoare și comunicare, fiind singurul prădător al planetei Haven. Deși nu e descrisă precis, deoarece reușește să încețoșeze mintea prăzii, se știe că prezintă un handicap intelectual care duce la o pierdere a egoului în prezența unui feedback telepatic puternic.

- Gw'oth: ființe de forma unor stele de mare care locuiesc satelitul înghețat al unei gigante gazoase. Ele își pot cupla țesuturile neurale pentru a forma supercomputere biologice incredibil de puternice și eficiente, numite Gw'otesht. Gw'otesht se formează din multipli de 4 indivizi Gw'oth, cel mai mare despre care se știe conținând 16 entități. Gw'otesht pot rula multe milioane de simulări complexe într-un interval scurt de timp, ceea ce le permite să plănuiască în avans orice detalii pentru a studia orice rezultat posibil al oricărei acțiuni. Evoluați dintr-o colonie inteligentă de viermi tubulari carnivori din oceanele satelitului înghețat Europa, Gw'oth au străpuns gheța și au testat focul cu doar două generații înainte de descoperi fisiunea nucleară. Gw'oth continuă să evolueze rapid fără a folosi sistemul de învățare încercare-eroare și nu au cunoștință despre alte ființe inteligente din univers până la întâlnirea oamenilor și a Păpușarilor Pierson în ’’Destroyer of Worlds’’. Deși aduc cu Jotoki, nu există legătură între rase.

- Tnuctipun: o rasă veche aparent dispărută de carnivore mici contemporane și luate în sclavie de Thrintun. A fost renumită pentru cunoștințele tehnologice, mai ales cele de ingineri genetică și au complotat în secret pentru a răsturna dominația Thrintun folosind multe dintre creațiile lor. Când se părea că revolta va fi încununată de succes, bătrânii Thrintun au construit un amplificator psihic care a forțat orice ființă gânditoare din galaxie să se sinucidă, semnalul repetându-se timp de secole. Membrii Thrintun care au supraviețuit revoltei au murit odată cu extincția tuturor raselor sclave.

- Bandersnatchi: creaturi colosale asemănătoare moluștelor, create inițial de Tnuctipun ca sursă de hrană pentru Thrintun. Considerate de Thrintun a fi neinteligente, Bandersnatchi au fost proiectate de Tnuctipun ca spioni extrem de inteligenți în perspectiva războiului cu Thrintun. Răspândite într-o vreme pe toate lumile din imperiul Thrintun, singurii supraviețuitori din Universul Cunoscut se mai găsesc pe planeta Jinx, deși sunt întâlniți ulterior și pe Lumea Inelară și pe o planetă împădurită numită Beanstalk (în povestirea "Hey Diddle Diddle" din Războiul Oameni- Kzin). Bandersnatchi au fost singura specie inteligentă imună la puterea mentală Thrint.

- Trinoc: numiți după cei trei ochi ai lor, au trei degete la fiecare mână și o gură triunghiulară. Sunt niște umanoizi bipezi cu picioare lungi, tors scurt și vertebre cervicale flexibile. O sursă neconfirmată susține că ei respiră o atmosferă compusă în principal cu metan și amoniac și au o cultură paranoică, cel puțin după standardele umane. Au fost întâlniți pentru prima dată de Louis Wu în povestirea There is a Tide.

- Marțieni: umanoizi primitiv dar inteligenți care trăiesc sub nisip și iau foc în contac cu apa. Marțienii au ucis mulți dintre primii exploratori umani de pe Marte și au fost exterminați în romanul Protector, când Jack Brennan a cauzat prăbușirea unui asteroid înghețat pe suprafața planetei, ducând la creșterea umidității medii în atmosferă. Unii marțieni mai există pe "Harta marțiană " de pe Lumea Inelară.

- Morlock: umanoizi semi-inteligenți de pe Wunderland, descendenți au unor coloniști Pak care nu au reușit să colonizeze sistemul solar și cele vecine.[5] Au fost numiți morloci de către oameni după creaturile din romanul lui H.G. Wells Mașina timpului.

În unele povestiri mai apar delfini și alte cetacee inteligente, precum și anumite încrengături de Homo sapiens printre care se numără și hominizii de pe Lumea Inelară. Majoritatea ființelor din Spațiul Cunoscut împart o biochimie similară.

### Locații
Un aspect al universului Spațiului Cunoscut îl reprezintă faptul că primele colonii umane au fost stabilite pe planete cu condiții sub optimul necesar speciei Homo sapiens. În timpul primei faze a colonizării interstelare, înaintea călătoriilor superluminice, sonde robotice simple erau trimise către sitemele învecinate pentru a pregăti planetele de colonizare. Din nefericire, de multe ori acestea trimiteau mesajul "bun pentru colonizare" dacă găseau un loc potrivit, fără să studieze dacă întreaga planetă era locuibilă, ceea ce îi punea deseori pe coloniștii sosiți în fața unor situații dificile.
- Pământul, lumea de baștină a oamenilor, este condusă opresiv de Națiunile Unite cu ajutorul unei forțe polițienești globale. De secole, datorită perfecționării tehnologiei transplantului de organe, toate execuțiile au ajuns să aibă loc în spitale pentru a se permite furnizarea de organe pentru transplant și, pentru a maximiza disponibilitatea acestora, aproape toate fărădelegile au ajuns să fie pedepsite cu moartea, inclusiv evaziunea fiscală sau amenzile multiple în trafic. Perioadei acesteia i s-a pus punct de către Jack Brennan, cel care a consumat rădăcina arborelui-vieții, devenind versiunea umană a unui Protector Pak și și-a folosit inteligența superioară pentru a produce o schimbare socială în tehnologia medicală și atitudinea socială, reducând folosirea băncilor de organe la un nivel rezonabil. Tot el a ajutat la "corectarea" tuturor formelor de "aberații mentale", făcând populația extrem de docilă. Pentru combaterea suprapopulării, procrearea se face pe baza unui permis disponibil doar în urma unor teste exhaustive menite să împiedice apariția unor "anomalii" - procrearea fără permis constituie un păcat capital. Politica aceasta a dus la apariția unei populații omogene. Pentru a împiedica dezvoltarea armelor de ucidere în masă, toate cercetările științifice au ajuns sub control guvernamental, tehnologiile cu potențial distructiv fiind suprimate. Acest din urmă aspect a condus la transformarea Pământului într-o lume cu puține descoperiri – acest lucru, alături de faptul că Pământul este singurul loc din Spațiul Cunoscut la care locuitorii sunt perfect adaptați a condus la etichetarea pământenilor ca naivi și oarecum neajutorați de către locuitorii celorlalte lumi.

- Luna este o entitate separată aflată sub același control guvernamental ca și Pământul, păstrându-și totuși o cultură proprie. Selenarii sunt înalți și sunt asemuiți uneori cu elfii din scrierile lui Tolkien.

- Marte, a patra planetă a sistemului solar a fost prima colonie planetară din Spațiul Cunoscut, nativii marțieni fiind exterminați de Brennan. Oamenii preferă ca destinație Centura de Asteroizi și sateliții lui Jupiter, deoarece resursele sunt mai ușor de exploatat acolo. Pământul a colonizat planeta în special pentru a studia modulul cu care a aterizat Pakul Phssthpok în 2124 AD și care încă era funcțional în anul 2183 când marțeinii au fost exterminați de Brennan. Colonia a cunoscut o dezvoltare importantă în timpul primului război Om-Kzin, desfășurat între anii 2367-2433.

- Centura de asteroizi posedă în abundență minerale extrem de valoroase, accesibile datorită gravitației neglijabile a asteroizilor pe care se găsesc. Aflată inițial sub controlul Națiunilor Unite, și-a declarat independența după realizarea unor habitate care să permită nașterea copiilor și creșterea plantelor necesare alimentării. Între Centură și Națiunile Unite a început astfel un conflict economic, finalizat prin intermediul unor tratate comerciale relativ pașnice, Pământul având nevoie de multe dintre resursele pe care le putea furniza Centura.

- Mercur este o colonie cu puțini locuitori, folosită în special în operațiuni miniere și ca ancoră gravitațională pentru generatoarele solare care trimit energie coloniilor îndepărtate cu ajutorul unor lasere gigantice. Deși la data primul război cu rasa Kzinti omenirea nu poseda arme, aceste lasere gigantice au reușit să oprească înaintarea adversarilor în prima parte a conflictului.

- Down este lumea de baștină a rasei Grog și o fostă colonie Kzinti. Ea orbitează în jurul stelei "L5-1668",[6][7][8] o stea rece, palidă, de tipul M, mai rece și mai roșie ca Soarele și aflându-se la 12,3 ani-lumină de acesta. Planeta a devenit locuibilă în principal datorită satelitului ei masiv, Sheila. Deși prietenoasă, rasa Grog este temută de omenire din cauza abilității telepatice de a controla mintea animalelor și, posibil, a speciilor gânditoare. În consecință, oamenii au plasat un statoreactor Bussard într-o orbită joasă în jurul planetei, a cărui misiune este să distrugă populația în cazul în care rasa Grog comite vreun atentat la adresa unei specii gânditoare.

- Jinx, orbitează în jurul lui Sirius A și este un satelit masiv al unei gigante gazoase, deformat de forțele mareice spre o formă ovoidală, gravitația la suprafață în zonele locuibile fiind la limita toleranței umane. Polii se află în vid, iar regiunile ecuatoriale sunt similare planetei Venus, fiind locuite doar de Bandersnatchi. Regiunile dintre aceste zone au o atmosferă respirabilă pentru oameni. Polii jinxieni au devenit o regiune de producție în vid, iar locuitorii umani sunt scunzi și recunoscuți ca cei mai puternici bipezi din Spațiul Cunoscut, deși au tendința de a muri de tineri din cauza problemelor coronariene și de circulație. Există o industrie turistică aducătoare de credite comerciale interplanetare substanțiale pentru Bandersnatchi, care se lasă vânați de oameni pe baza unor protocoale stricte.

- Wunderland este o planetă din Alpha Centauri, fiind prima colonie extra-solară umană din Spațiul Cunoscut, cu o gravitație de 60% din cea terestră. Planeta a fost invadată și populația luată în sclavie de către Kzini în timpul primului război, fiind eliberată către sfârșitul acestuia de Armada Hyperdrive de pe We Made It. Sistemul posedă o centură de asteroizi serpentiformă, asteroidul capitală, Tiamat, adăpostind una dintre cele mai numeroase populații de Kzini din Spațiul Cunoscut.

- We Made It, care orbitează steaua Procyon A, a primit acest nume deoarece prima navă colonială s-a prăbușit pe ea. Are o gravitație de trei cincimi din cea terestră, iar axa planetei este aliniată pe planul eclipticii (ca în cazul planetei Uranus), generând vânturi teribile de 800 km/h)[6] jumătate din perioada anului planetar, forțând populația să trăiască în subteran. Nativii sunt înalți și albinoși, capitala planetei fiind pe locul prăbușirii navei, în Crashlanding City. We Made It are "oceane" vâscoase, saturate cu alge și un satelit numit Desert Isle.[6]

- Plateau din sistemul Tau Ceti este similară planetei Venus, cu un platou (numit Muntele Lookitthat) având jumătate din suprafața Californiei care se ridică suficient de mult deasupra atmosferei dense pentru a fi locuibil. Nativii sunt divizați în două caste ereditare rigide, "echipajul" și "coloniștii", prima fiind casta superioară și deținând puterea prin intermediul transplantului de organe și al controlului polițienesc. Acest sistem represiv este răsturnat în A Gift From Earth și inechitatea castelor pare să fi dispărut la data la care se petrec evenimentele din The Ethics of Madness.

- Căminul orbitează steaua Epsilon Indi, se află la aproximativ 12 ani-lumină de Pămânr și și-a primit numele de la faptul că seamănă cu acestă planetă – ziua de 24 de ore, gravitația de 1,08 g, oceane, temepratură medie globală, anotimpuri și o lună (numită Metaluna, dar menționată deseori ca "Luna") similare. Întreaga populație este transformată de Brennan în Protectori umani pentru a crea o armată care să lupte împotriva invadatorilor Pak. Planeta a fost repopulată ulterior destul de repede.[9] În Procrustes și alte povestiri ulterioare, Home este prezentată din nou ca o colonie plină de viață.

- Canyon a fost o planetă nelocuibilă de tip marțian, fiind a doua dintre cele șapte planete care orbitează în jurul stelei p-Eridani-A, aflată la 22 de ani lumină de Pământ.[6] A fost folosită de către Kzini ca avanpost militar până când a fost lovită de o armă în timpul celui de-al treilea război, ducând la crearea unor cratere mari și adânci de forma unui canion, pe fundul căruia s-a adunat atmosfera umedă și rarefiată, dând naștere unui mediu locuibil. Planeta a fost preluată de oameni care a construit un oraș pe peretele craterului.

- Gummidgy este o lume-junglă populată de vânători, fiind casa unor carnivore sesile care stau agățate în copaci și sunt un trofeu popular pentru vânători. Planeta orbitează steaua CY Aquarii,[10] o gigantă albastră variabilă. Din cauza nivelului ridicat de radiații ultraviolete, majoritatea oamenilor (cu excepția jinxienilor) necesită tratamente cu melanină pentru a rezista în exterior.

- Fafnir este o fostă colonie Kzinti aflată aproape în întregime sub ape. Are doar un continent, Shasht, și a fost capturată de oameni în timpul războiului cu Kzinii, fiind ulteiror locuită de ambele rase.

- Margrave este o adăugire târzie la familia coloniilor umane, fiind încă o lume de frontieră în timpul evenimentelor din Lumea Inelară. Planeta este casa unor păsări enorme numite de locuitori "roc" și orbitează steaua Lambda Serpentis (27 Serpentis), un astru G0 aflat la 34,7 ani-lumină de Pământ.[6] A fost denumită după persoana care a descoperit-o, J. Margrave Julland.

- Silvereyes este, la data evenimentelor din Lumea Inelară, cea mai îndepărtată lume de Pământ (21,3 ani-lumină), orbitând steaua Beta Hydri. În povestirea lui Niven The Color of Sunfire apare ca fiind acoperită în întregime cu floarea-soarelui care focalizează lumina solară prin intermediul fruntelor argintii de tipul unor oglinzi parabolice, care privite de pe orbită dau impresia unor "ochi albaștri ". Pe de altă parte, în cărțile războaielor Om-Kzin ea apare ca fiind acoperită în întregime de ape, cu insule de floarea-soarelui crescând e pe fundul oceanului. Jocul Ringworld Roleplaying Game o descrie ca pe o planetă oceanică punctată de insule vulcanice.[6]

- Fleet of Worlds reprezintă cele cinci (sau șase, după cum se menționează la un moment dat) planete ale Păpușarilor, mutate la viteze subluminice în afara galaxiei pentru a evita distrugerea lor de către valul de radiații rezultat în urma exploziei centrului galactic.

- Hearth este planeta de baștină a Păpușarilor Pearson, cu o populație de un triion de locuitori și acoperite de arcologii de peste o milă înălțime. Industria și populația generează reziduuri a căror căldură face inutilă existența unei stele (celelalte patru lumi folosesc lumini orbitale artificiale pentru a crește plantele necesare alimentației).

- Kobold a fost o mică lume artificială creată în afara sistemului solar de către  protectorul uman Jack Brennan, formată dintr-o sferă neutronică înconjurată de o structură toroidală, gravitația fiind generată de mișcarea celor două secțiuni. Brennan a distrus Kobold înainte de a porni în războiul împotriva Protectorilor Pak.

- Lumea Inelară este o structură artificială având de trei milioane de ori suprafața Pământului, construită sub forma unui inel gigantic care orbitează o stea. Are o lățime de milioane de mile și un diametru de 186 milioane de mile, fiind construită de Pak care au abandonat-o sau au murit din cauza lipsei substanței care permitea trecerea la stadiul de Protector Pak. Este locuită de multe specii umanoide, precum și de Bandersnatchi, marțieni și Kzini, sau alte rase care existau la data construirii ei.

- Sheathclaws este o planetă colonizată de oamenii de la bordul navei Angel's Pencil, descendenți ai unui telepat Kzin. Ea orbitează o stea nespecificată aflată la 98 de ani-lumină de Pământ, fiind ținută secretă timp de secole. Patriarhia ar vrea să captureze întreaga populație de telepați potențiali pentru a-i folosi în scopuri personale.

- Kzin orbitează steaua 61 Ursae Majoris, are o gravitație mai mare decât Pământul și o atmosferă mai bogată în oxigen. Posedă doi sateliți, cunoscuți sub numele de Luna Vânătorului și Luna Călătorului.

- Cue Ball este o lume înghețată nelocuibilă care orbitează Beta Lyrae.

### Tehnologie
În cadrul seriei apar o mulțime de invenții "superștiințifice" cu un rol crucial în cadrul intrigii. Povestirile aflate la începutul cronologiei seriei cuprind tehnologii de tipul statoreactoarelor Bussard, cabluri capabile să stimuleze centrii plăcerii din creier și explorează modul în care transplantul de organe afectează climatul social și, în special, criminalitatea. Povestirile cu acțiune ulterioară prezintă motoare superluminice, carcase indestructibile de nave spațiale, câmpuri de stază, monofilamente moleculare, sisteme de teleportare pe suprafața planetelor, dorguri de prelungire a vieții și controlul mental la distanță.
Impactul invențiilor și tehnologiei asupra societății reprezintă elementul central al operei lui Niven. Astfel, scrierile sale pot fi considerate ultimul bastion al SF-ului din era Campbell, deoarece influențele iconoclastice ale culturii "noului val" SF al anilor '60 nu are vreun rol în aceste povestiri.

#### Transplantul de organe
La mijlocul secolului XXI, pe Pământ a devenit posibil transplantul oricărui organ de la o persoană la alta, cu excepția creierului și a țesutului sistemului nervos central. Indivizii au fost catalogați în funcție de așa numitul "spectru de respingere", care permitea doctorilor să contabilizeze orice răspuns al sistemului imunitar la organele noi și să realizeze transplanturi care să dureze întreaga viață. De asemenea, aceasta a dat naștere la crimele făcute pentru organe, care a durat până în secolul XXIV.

#### Motorul superluminic
Tehnologia necesară călătoriei cu viteze superluminice a fost obținută de la Străini la sfârșitul Primului Război Om-Kzin. În afară de faptul că a ajutat-o să câștige războiul, tehnologia i-a permis omenirii reintegrarea tuturor coloniilor umane, separate până atunci de distanțe. Motoarele standard acoperă o distanță de trei ani lumină în tre zile (121,75 x c). Un motor mult mai avansat, Quantum II, a fost dezvoltat ulterior și permite acoperirea unei distanțe similare în doar un minut și cincisprezece secunde (420.768 x c).
În primul roman al lui Niven, World of Ptavvs, motorul folosit de Thrintun permite unei nave să călătorească cu mai mult de 93% din viteza luminii. Totuși, aceasta singura situație în care motorul este descris în felul acesta.
În marea majoritate a materialelor despre Spațiul Cunoscut, motorul necesită o navă aflată în afara influenței gravitației stelare pentru a putea fi folosită. Navele care activează motorul în apropierea unei stele riscă să dispară fără urmă, efect bazat privit ca o limitare bazată pe legile fizicii. În romanul Ringworld's Children, Lumea Inelară însăși este convertită într-un gigantic motor Quantum II și lansată în hiperspațiu cât timp se află încă sub influența atracției gravitaționale a stelei sale. Ringworld's Children prezintă și existența unor prădători în hiperspațiul influențat de atracția gravitaținală a unei stele, iar aceștia consumă navele care apar în apropierea obiectelor masive, explicând că o structură de dimensiunile Lumii Inelare se poate angaja în siguranță într-o asemenea călătorie în condițiile date.

#### Câmpurile de stază
Un câmp de stază creează o bulă spațio-teemporală separată de restul universului. Pentru obiectul aflat în stază, timpul încetinește până la un raport de miliarde de ani în exterior pentru o secundă în interior. Un obiect aflat în stază este invulnerabil la acțiune evenimentelor dinafara câmpului, fiind păstrat pentru o perioadă nedefinită. Câmpul de stază poate fi recunoscut după suprafața sa perfect reflectorizantă, care reflectă 100% radiațiile și particulele, inclusiv neutrinii.

#### Carcasele invulnerabile
Produs General, firmă a Păpușarilor, produce carcase invulnerabile de nave spațiale, impenetrabile la orice tip de materie sau energie, cu excepția [antimaterie]]i (care distruge carcasa), gravitației și luminii vizibile (care străbate carcasa). Deși ele sunt invulnerabile, acest atribut nu garantează integritatea conținutului; de exemplu, deși impactul la viteze ridicate cu suprafața unei planete sau stele poate lăsa carcasa intactă, ocupanții navei vor fi striviți dacă nu sunt protejați de măsuri suprlimentare de genul câmpurilor de stază sau a câmpurilor compensatoare.
În Fleet of Worlds, personajele fac turul unei fabrici Produs General și primesc indicii despre modalități de a distruge o carcasă Produs General din interior, folosind un laser de înaltă putere pentru comunicații interstelare. În Juggler of Worlds, Păpușarii, încercând să își dea seama cum se poate face acest lucru fără antimaterie, identifică o altă tehnică de distrugere a carcasei, care prezintă opțiuni defensive potențiale.

#### Elixirul
Elixirul este un produs care crește longevitatea și inversează îmbătrânirea ființelor umane. Cu ajutorul său, omenirea poate depăși cu ușurință un secol de viață.
Dezvoltat de un institut de pe Jinx, se spune că a fost obținut prin inginerie genetică, deși unele dintre primele povestiri menționează existența unor semințe comestibile. În Ringworld's Children se sugerează că e posibil să fi fost obținut din arborele-vieții, prin eliminarea virului simbiot care permite metamorfoza de la stadiul de prăsitor la cel de protector Pak (prăsitorii Pak mutanți au fost atât strămoșii omenirii, cât și al umanoizilor de pe Lumea Inelară).
Pe Lumea Inelară există un analog mai puternic dezvoltat din arborele-vieții, dar cele două produse sunt incompatibile; în Inginerii Lumii Inelare, Louis Wu află că personajul Halrloprillalar a decedat din cauza consumului de Elixir după ce a folosit echivalentul Lumii Inelare. Elixirul are efect doar asupra rasei Homo sapiens, în timp ce arborele-vieții îi influențează pe toți descendenții Pak.

#### Discurile de pășit
Discurile de pășit sunt o tehnologie fictivă de teleportare, inventată de Păpușarii Pierson. Existența lor este relativ necunoscută altor rase până la evenimentele din Inginerii Lumii Inelare.
Discurile de pășit reprezintă o îmbunătățire a tehnologiei cabinelor de transfer folosite de oameni și de alte rase ale Universului Cunoscut. Spre deosebire de cabine, discurile nu necesită o încăpere închisă și pot face diferența între masa diferită a unui corp solid și cea a aerului. Aria lor de acoperire o depășește pe cea a cabinelor de transfer cu câteva unități astronomice.
În romanele Lumii Inelare sunt menționate câteva limitări ale discurilor de pășit: dacă există o diferență de viteză între cele două discuri, materia transferată între ele trebuie accelerată corespunzător de către disc. Dacă nu există suficientă energie pentru acest lucru, transferul nu poate avea loc. Acest lucru se transformă într-o problemă în cazul discurilor aflate la o distanță semnificativă de suprafața Lumii Inelare, deoarece deși viteza rămâne aceeași, direcția diferă.

#### Cabinele de transfer
Cabinele de transfer' constituie o formă ieftină de teleportare. Ele sunt similare ca aspect vechilor cabine telefonice: o persoană intră în ea, "formează" destinația dorită și este trasferată instantaneu în cabina corespunzătoare selecției. Ele au fost aduse de unul dintre strămoșii lui Gregory Pelton, fiind probabil cumpărate de la Păpușari și bazate pe tehnologia lor.

### ARM
ARM este Poliția Națiunilor Unite, numele reprezentând un acronim pentru "Amalgamation of Regional Militia", termen care nu se mai folosește la data evenimentelor din romanele Spațiului Cunoscut. Un agent al ARM, Gil Hamilton, este protagonistul unor povestiri SF polițiste ale lui Niven, o series-în-cadrul-unei-serii adunată în paginile culegerii de povestiri Flatlander (a nu se confunda cu povestirea, "Flatlander", care nu are legătură cu Spațiul Cunoscut.)

Funcția de bază a acestei organizații este de a controla natalitatea pe un Pământ suprapopulat și de a obstrucționa cercetările care ar putea duce la apariția unor arme periculoase. Pe scurt, ARM vânează femeile care poartă sarcini ilegale și împiedică apariția noilor tehnologii. Ei sunt implicați și în politica băncilor de organe. Printre multele tehnologii pe care le controlează și le interzice se numără toate formele de luptă armată și ne-armată. În secolul al XXV-lea, agenții ARM au ajuns să fie ținuți într-o stare de schizofrenie paranoică pentru a fi mai eficienți în acțiunile lor. Agenții cu tendințe naturale spre paranoia se află sub tratament medicamentos pentru a fi ascultători în perioada când nu sunt de serviciu.
Jurisdicția ARM-ului este limitată la sistemul Pământ-Lună, celelalte colonii având propriile lor forțe polițienești. Cu toate acestea, în multe povestiri din Spațiul Cunoscut, agebții ARM operează sau își exercită influența în alte sisteme stelare colonizate de om, ca urmare a războaielor dintre oameni și Kzini și a descoperirii motoarelor superluminice, posibil ca parte a unui plan de reintegrare a societăților omenești.

## Povestiri din Spațiul Cunoscut
Spre deosebire de majoritatea universurilor ficționale, poveștile care fac parte din Spațiul Cunoscut au fost publicate ca povestiri sau seriale în diferite reviste SF, fiind ulterior colectate în volume. Pentru a complica și mai mult lucrurile, unele povestiri publicate în reviste au fost ulterior extinse la dimensiunea unui roman sau încorporate într-unul. Din cauza numărului mare de povestiri, este foarte dificil pentru fani să citească toate textele aparținând seriei, mai ales că mai există două sau trei povestiri care nu fac parte din serie, dar conțin teme și anumite elemente comune Spațiului Cunoscut: Bordered in Black,  One Face și The Color of Sunfire.
În povestirile Spațiului Cunoscut, Niven a creat o serie de dispozitive tehnologice: carcasele Produs General, câmpurile de stază, materialul din care e compusă Lumea Inelară (scrith). Acest lucru a făcut dificilă de la un moment dat scrierea de povestiri care să nu dea naștere la contradicții în cadrul seriei. Așa se face că, după anul 1975, Niven a început să scrie to mai puține povestiri despre Spațiul Cunoscut, invitând în schimb alți autori să participe la creionarea seriei legate de războaiele om Kzin.

### Povestiri scrise de Niven
| Titlu                                              | Anul publicării | Locul primei apariții                       | Antologie                                                           |
| -------------------------------------------------- | --------------- | ------------------------------------------- | ------------------------------------------------------------------- |
| "The Coldest Place"                                | 1964            | Worlds of If                                | Tales of Known Space                                                |
| "The World of Ptavvs"                              | 1965            | Worlds of Tomorrow                          | —                                                                   |
| "Becalmed in Hell"                                 | 1965            | The Magazine of Fantasy and Science Fiction | Tales of Known Space, All the Myriad Ways, Playgrounds of the Mind  |
| "Eye of an Octopus"                                | 1966            | Galaxy Magazine                             | Tales of Known Space                                                |
| "The Warriors"                                     | 1966            | Worlds of If                                | Tales of Known Space, Man-Kzin Wars I                               |
| "Steaua neutronică"                                | 1966            | Worlds of If                                | Neutron Star, Crashlander                                           |
| "How the Heroes Die"                               | 1966            | Galaxy Magazine                             | Tales of Known Space                                                |
| "At the Core"                                      | 1966            | Worlds of If                                | Neutron Star, Crashlander                                           |
| "A Relic of the Empire"                            | 1966            | Worlds of If                                | Neutron Star, Playgrounds of the Mind                               |
| "At the Bottom of a Hole"                          | 1966            | Galaxy Magazine                             | Tales of Known Space                                                |
| "The Soft Weapon"                                  | 1967            | Worlds of If                                | Neutron Star, Playgrounds of the Mind                               |
| "Flatlander"                                       | 1967            | Worlds of If                                | Neutron Star, Crashlander                                           |
| "The Ethics of Madness"                            | 1967            | Worlds of If                                | Neutron Star                                                        |
| "Safe at any Speed"                                | 1967            | The Magazine of Fantasy and Science Fiction | Tales of Known Space                                                |
| "The Adults"                                       | 1967            | Galaxy Magazine                             | —                                                                   |
| "The Handicapped                                   | 1967            | Galaxy Magazine                             | Neutron Star                                                        |
| "The Jigsaw Man"                                   | 1967            | Dangerous Visions                           | Tales of Known Space                                                |
| "Slowboat Cargo"                                   | 1968            | Worlds of If                                | —                                                                   |
| "The Deceivers"                                    | 1968            | Galaxy Magazine                             | Tales of Known Space                                                |
| "Grendel"                                          | 1968            | (doar în antologie)                         | Neutron Star, Crashlander                                           |
| "There is a Tide"                                  | 1968            | Galaxy Magazine                             | Tales of Known Space, A Hole in Space                               |
| World of Ptavvs                                    | 1968            | (roman)                                     | —                                                                   |
| A Gift From Earth                                  | 1968            | (roman)                                     | —                                                                   |
| "Wait It Out"                                      | 1968            | Futures Unbounded                           | Tales of Known Space                                                |
| "The Organleggers"                                 | 1968            | Galaxy Magazine                             | The Shape of Space, The Long ARM of Gil Hamilton, Flatlander        |
| Lumea Inelară                                      | 1970            | (roman)                                     | Premiul Nebula 1970; Premiul Hugo 1971; Premiul Locus 1971          |
| "Cloak of Anarchy"                                 | 1972            | Analog Science Fiction                      | Tales of Known Space, N-Space                                       |
| Protector                                          | 1973            | (roman)                                     | Nominalizat la premiul Hugo 1974; nominalizat la premiul Locus 1974 |
| "The Defenseless Dead"                             | 1973            | (doar în antologie)                         | 'The Long ARM of Gil Hamilton, Playgrounds of the Mind              |
| "The Borderland of Sol"                            | 1975            | Analog Science Fiction                      | Tales of Known Space, Crashlander, Playgrounds of the Mind          |
| "ARM"                                              | 1975            | Epic                                        | The Long ARM of Gil Hamilton                                        |
| Inginerii Lumii Inelare                            | 1980            | (roman)                                     | Nominalizat la premiul Hugo 1981; nominalizat la premiul Locus 1981 |
| The Patchwork Girl                                 | 1980            | (roman)                                     | apare și în Flatlander                                              |
| "Madness Has Its Place"                            | 1990            | (doar în antologie)                         | Man-Kzin Wars III, Three Books of Known Space                       |
| "Procrustes"                                       | 1994            | (doar în antologie)                         | Crashlander                                                         |
| "Ghost"                                            | 1994            | (doar în antologie)                         | Crashlander                                                         |
| "The Woman in Del Rey Crater"                      | 1995            | (doar în antologie)                         | Flatlander                                                          |
| Tronul Lumii Inelare                               | 1996            | (roman)                                     | —                                                                   |
| "Choosing Names"                                   | 1998            | (doar în antologie)                         | Man-Kzin Wars VIII                                                  |
| "Fly-By-Night"                                     | 2002            | (doar în antologie)                         | Man-Kzin Wars IX                                                    |
| Ringworld's Children                               | 2004            | (roman)                                     | —                                                                   |
| "The Hunting Park"                                 | 2005            | (doar în antologie)                         | Man-Kzin Wars XI                                                    |
| Fleet of Worlds (împreună cu Edward M. Lerner)     | 2007            | (roman)                                     | —                                                                   |
| Juggler of Worlds (împreună cu Edward M. Lerner)   | 2008            | (roman)                                     | —                                                                   |
| Destroyer of Worlds (împreună cu Edward M. Lerner) | 2009            | (roman)                                     | —                                                                   |
| Betrayer of Worlds (împreună cu Edward M. Lerner)  | 2010            | (roman)                                     | —                                                                   |
| Fate of Worlds (împreună cu Edward M. Lerner)      | 2012            | (roman)                                     | —                                                                   |

(Cum majoritatea povestirilor apar în mai multe antologii, este posibil ca nu toate să fie listate aici)

## Loc de joacă
Niven a catalogat ficțiunea sa drept "loc de joacă", încurajându-și fanii să speculeze și să extrapoleze pe baza evenimentelor descrise. Astfel, au avut loc dezbateri pe tema constructorilor Lumii Inelare (Protectorii Pak Protectors și Străinii fiind favoriții tradiționali, deși romanul Ringworld's Children oferă un posibil răspuns definitiv), sau despre soarta rasei Tnuctipun. Cu toate acestea, Niven a precizat că nu e vorba despre o invitație la a-i fi violate drepturile de autor, așa încât fanii au evitat să publice opere care se bazau în mod evident pe universul Spațiului Cunoscut fără a obține în prealabil permisiunea lui Niven.
Niven a mai susținut în câteva rânduri că "Spațiul Cunoscut ar trebui privit ca o posibilă istorie viitoare relatată de persoane care cunosc sau nu faptele cu exactitate".
Autorul a mai publicat și "schița" unei povestiri care ar putea "distruge" Spațiul Cunoscut (sau, mai exact, ar demonstra că mare parte a cadrului Spațiului Cunoscut ar fi o farsă) într-un articol intitulat "Down in Flames" Arhivat în 17 septembrie 2013, la Wayback Machine.. Deși articolul a fost redactat ca și cum Niven ar fi vrut să scrie o povestire, el a făcut cunoscut ulterior că articolul s-a dorit a fi doar o glumă elaborată, el neintenționând să aștearnă pe hârtie un asemenea roman. Articolul puncta faptul că schița a devenit depășită odată cu publicarea romanului Lumea Inelară. "Down in Flames" a fost rezultatul unei conversații purtate între Norman Spinrad și Niven în 1968, dar la data publicării sale (1977) unele dintre concepte fuseseră invalidate de scrierile lui Niven publicate în perioada 1968-77 . O versiune revizuită a schiței a fost publicată în 1990 în volumulN-Space.